# Domenico Giacobazzi
Domenico Giacobazzi (né en 1444 à Rome, alors capitale des États pontificaux, et mort dans la même ville en 1528) est un cardinal italien du XVIe siècle. Il est l'oncle du cardinal Girolamo Verallo (1549).

## Biographie
Domenico Giacobazzi est avocat consistorial, auditeur et doyen à la rote romaine et chanoine de la basilique Saint-Pierre. En 1511 il est nommé évêque de Nocera dei Pagani. Il est aussi vicaire général du pape.
Le pape Léon X le crée cardinal lors du consistoire du 1er juillet 1517. Le cardinal Giacobazzi est administrateur de Cassano en 1519-1523 et camerlingue du Sacré Collège.
Il participe au conclave de 1521-1522 lors duquel Adrien VI est élu et à celui de 1523 (élection de Clément VII).

### Sources
- Fiche du cardinal Domenico Giacobazzi sur le site de la Florida International University